# كلت عليا
كلت عليا هي قرية في مقاطعة خوي، إيران. عدد سكان هذه القرية هو 292 في سنة 2006.